# بياروم مرماريسي
بياروم مرماريسي (الاسم العلمي:Biarum marmarisense) هو نوع من النباتات يتبع جنس البياروم من الفصيلة اللوفية.